# Onagadori
Onagadori (jap. 尾長鶏 „Langschwanzhuhn“) sind die einzigen vom Bund Deutscher Rassegeflügelzüchter anerkannten Rassehühner, die ihren Schwanz und Sattel beziehungsweise Teile dieser wegen des speziellen Gt-Gens nicht oder nur alle paar Jahre mausern. Sie werden somit zu den Langschwanzhühnern gerechnet.
Genetisch bedingt wächst der Schwanz jedes Jahr bis ins hohe Alter weiter und kann bis zu 14 Meter lang werden. Onagadori können bei traditioneller Haltung bis zu 20 Jahre alt werden.
Die Eigenschaft des unbegrenzten Schwanzwachstums findet man jedoch nicht mehr überall, da durch das Verbot, Tiere aus Japan zu ex- und importieren, der Genpool mittlerweile sehr klein ist. Aus diesem Grund wird teilweise auf die Genetik anderer Langschwanzrassen wie Shokoku oder Totenko zurückgegriffen, was für die europäische und japanische Zucht ein Problem darstellt, da auch dort die Tiere sehr eng miteinander verwandt sind.
Es ist nicht mehr einfach, einen reinen, original japanischen Onagadori zu finden, der auch wirklich seinen Schwanz nicht mausert. Man darf die japanischen Onagadori keinesfalls mit den Phönix verwechseln, da diese Tiere grundverschiedene Eigenschaften im Schwanzwuchs und ihrer Form haben. Besonders gut sind beide Rassen durch ihre Körperform zu unterscheiden. Phönix sind röhrenförmig, also sehr elegant, während Onagadori hingegen eher dem Landhuhntyp entsprechen und eine kräftigere Form und deutlich ausgeprägte Brust haben. Auch die Fußfarbe, die bei Phönix blau-grau ist und bei Onagadori gelblich bis weidengrün, ist ein deutliches Indiz für die Rassereinheit.
Im Allgemeinen sind Onagadori nicht die besten Legehühner. Ihr Bruttrieb ist mäßig ausgeprägt.
Die Langschwanzhühner in Tosa sind seit 1952 als besonderes Naturdenkmal Japans eingestuft.